# Bd. Voltaire
Bd. Voltaire je francouzský hraný film z roku 2017, který režíroval Alexandre Vallès podle vlastního scénáře. Snímek měl světovou premiéru na filmovém festivalu Nisville Movie Summit dne 10. srpna 2017.

## Děj
Film sleduje tří páry přátel v Paříži, tři dny před útoky z 13. listopadu 2015. Jejich životy získají po událostech v Bataclanu zcela jinou perspektivu.

## Obsazení
| Alexandre Vallès     | Yann         |
| André Marc Schneider | Alan         |
| Bastien Gabriel      | Raoul        |
| Walter Billoni       | Jeremy       |
| Rudy Blanchet        | Aurélien     |
| Xavier Théoleyre     | Julien       |
| Fifi Chachnil        | Laura        |
| Sania Yenbou         | Sania        |
| Laetitia Dejardin    | paní Duperey |
| Jean-Pierre Stora    | Jean-Pierre  |
| Roger Pouly          | Roger        |
| Sergio Tomassi       | Sergio       |

## Ocenění
- Oficiální výběr Niš Movie Film Festival (Srbsko)
- Oficiální výběr Capetown Film Festival (Jihoafrická Afrika)
- Oficiální výběr LGBT Holobi Film Festival (Belgie)